# Sycon abyssale
Sycon abyssale är en svampdjursart som beskrevs av Borojevic och Graat-Kleeton 1965. Sycon abyssale ingår i släktet Sycon och familjen Sycettidae. Inga underarter finns listade i Catalogue of Life.